# Ryde Kirke (Holstebro Kommune)
 For alternative betydninger, se Ryde Kirke. (Se også artikler, som begynder med Ryde Kirke)
Ryde Kirke ligger i Ryde Kirkeby i Ryde Sogn, Holstebro Kommune (Viborg Stift), cirka 13 km nordøst for Holstebro.

## Bygning og inventar
Den ældste del af kirken er hovedsageligt bygget af rå kampesten i romansk stil, idet der dog ved hjørnerne er anvendt tilhugne kvadersten, og soklen er skabt med tilhugne granitsten. Kirken er hvidkalket og har blytag på skib og kor samt tegltag på tårn og våbenhus.
Skibet har bjælkeloft, og fem figurer, der menes at stamme fra en tidligere katolsk altertavle, er opstillet på en hylde i skibet. Blandt figurerne ses jomfru Maria og smeden Christoforus. Der findes et par ganske velbevarede kalkmalerier i kirken; disse blev fundet ved en restaurering i 1949 og kan dateres til midten af 1500-tallet. De viser henholdsvis syndefaldet og dommedag.
Prædikestolen er udført i renæssancestil og udført relativt enkelt. Den blev senere udsmykket med billeder af evangelisterne.
Altertavlen har et midterfelt med illustration af Jesu fødsel. Dette motiv er det originale fra 1700-tallet, idet det dog i en periode har været erstattet af en kopi af Carl Blochs Kristus velsigner et lille barn; dette billede findes nu i tårnrummet.
Kirken har to ældre klokker samt et klokkespil fra 1979. De to gamle klokker kan slås separat, men indgår også i det nye klokkespil, der er afstemt med dem.

## Historie
Handbjerg Kirkes kor og skib stammer omkring 1150, mens tårn og våbenhus er bygget til senere.
Prædikestolen fra begyndelsen af 1600-tallet stod oprindeligt frit i kirken, men blev i begyndelsen af 1700-tallet flyttet ind til væggen, hvor den nu står. Dens udsmykning blev bekostet af Frederik Sehested fra Rydhave i 1682. Altertavlen og alterbordet blev doneret af den senere ejer af Rydhave, Jens Sehested, og dennes hustru, Birgit Elisabeth, i midten af 1700-tallet.
Kirken har været restaureret i flere omgange. Årstallene for nogle af disse kan ses på tårnet, blandt andet 1759, 1812 og 1931. Derudover er der sket restaureringer i 1908-09, 1949-51 og 1987.